# Carlheinz Vorsteher
Carlheinz Vorsteher, auch Karl Heinz oder Karl-Heinz (* 1. Juni 1916 in Witten; † 11. Juni 1988 in Glücksburg) war ein deutscher Flottillenadmiral der Bundesmarine.

## Leben
Vorsteher, Sohn des Inhabers einer Schmalweberei, trat nach dem Abitur 1936 in die Kriegsmarine ein und absolvierte dort eine Offiziersausbildung. Am 1. Oktober 1938 zum Leutnant zur See befördert, war er im gleichen Jahr in der 3. Zerstörerdivision. Während des Zweiten Weltkriegs diente er als Wachoffizier und Erster Offizier auf Zerstörern. Als Kapitänleutnant war er im März/April 1943 mit der Wahrnehmung der Geschäfte des Kommandanten von Z 10 beauftragt und war auch Kommandant von Torpedobooten. Im Oktober 1943 stellte er TA 15, ein italienisches Kriegsbeuteschiff, bei der 9. Torpedobootsflottille in Dienst und blieb bis zum Untergang durch einen Raketentreffen Anfang März 1944 Kommandant. Im Februar/März 1944 war er zeitgleich Kommandant von TA 38. Anschließend übernahm er bis Mai 1944 TA 39. Kurz vor Kriegsende war er Lehrer an der Schiffsartillerieschule Sassnitz.
Nach dem Krieg wurde er Teilhaber und kaufmännischer Leiter eines Textilunternehmens.

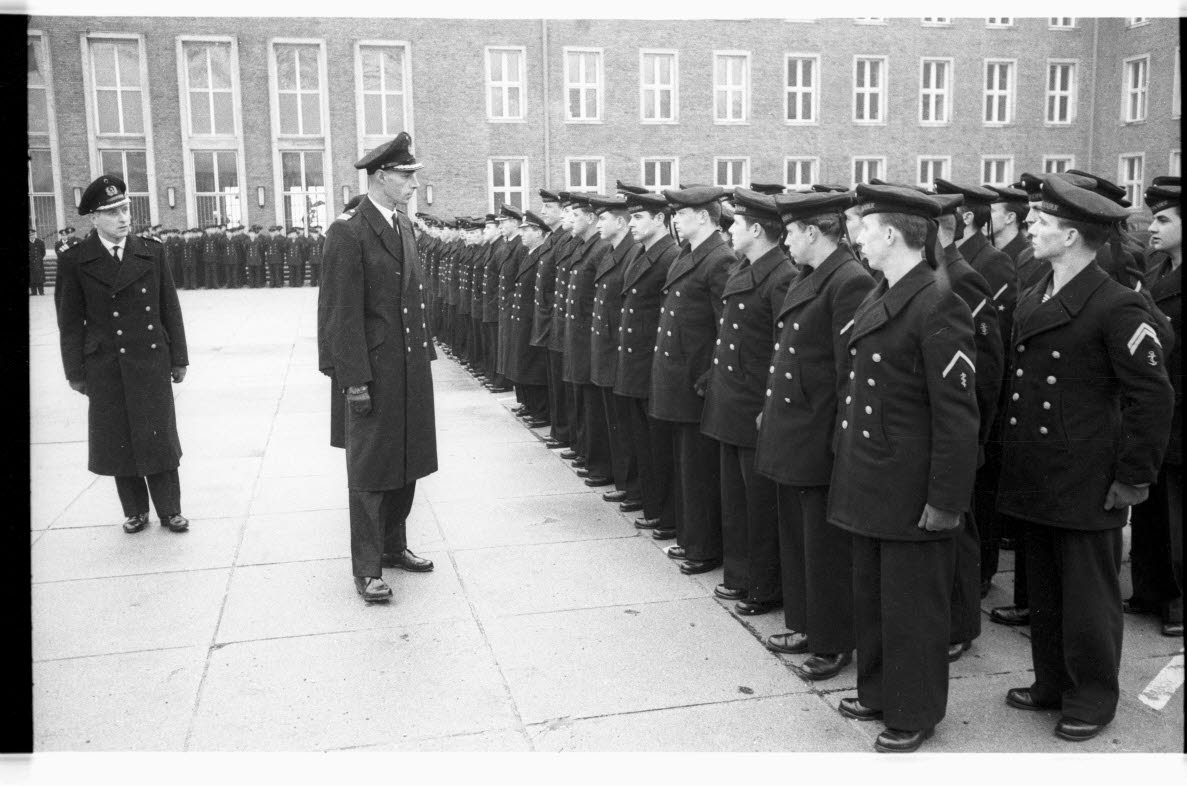
Fregattenkapitän Carlheinz Vorsteher (2. von links) als Kommandeur des Schulgeschwaders vor einer Auslandsreise, 1962

1958 trat er in die Bundesmarine ein und wurde A1 beim Flottenkommando. Vom 3. Oktober 1960 bis 30. Juli 1961 war er als Fregattenkapitän Kommandant des Zerstörers 1 und übernahm vom 1. Oktober 1961 bis 31. März 1963 als Kommandeur das Schulgeschwader. Er kam als Referent in das Bundesverteidigungsministerium nach Bonn. 1964/1965 absolvierte er einen Lehrgang am Naval War College in Newport und kam als Referent zurück ins Bundesverteidigungsministeriums. Später wurde er als Kapitän zur See Leiter der Unterabteilung Fü M I (Planung). In dieser Position wurde er im Oktober 1969 durch den Inspekteur der Marine beauftragt eine Grundlagenstudie zur Konzeption der Marine auszuarbeiten, welche im gleichen Jahr als vorläufige Fassung vorgelegt wurde. 1970 wurde er zum Flottillenadmiral befördert. Ab Anfang 1971 war die Unterabteilung Fü M I zu einer Stabsabteilung überführt worden und Vorsteher blieb dort bis 1974 Stabsabteilungsleiter. 1976 ging er in den Ruhestand.
Am 19. Oktober 1973 wurde er mit dem Verdienstkreuz 1. Klasse des Verdienstordens der Bundesrepublik Deutschland ausgezeichnet.

## Werke (Auswahl)
- Seegang und sieben kleine Schiffe. Eigenverlag, 1962.
- Zwischen Packeis und Palmen. Bericht über die Auslands-Ausbildungsreise der Marine Januar bis März 1963. Eigenverlag, 1963.
- Zur neuen Konzeption der Marine. In: Wehrtechnik, 9, 1971, S. 344–347.
- gemeinsam mit Friedrich-Karl Birnbaum: Auf verlorenem Posten: Die 9. Torpedoboot-Flottillen. Motorbuch-Verlag, Stuttgart, 1987.